# Albert Shesternyov
Albert Alekseyevich Shesternyov (Moscou 20 de junho de 1941 – Moscou 05 de novembro de 1994) foi um futebolista do CSKA Moscou e da Seleção Soviética de Futebol, tido como um dos melhores zagueiros da história do futebol soviético.

## Carreira

### Clubes
Albert Shesternyov atuou no CSKA Moscou de 1959–1972, e foi o capitão do clube russo por quase 10 anos, e fez toda a sua carreira no CSKA Moscou.
Shesternyov foi destaque nos campeonatos europeus de clubes da UEFA, foi o jogador soviético do ano em 1970, e também foi eleito o terceiro em 1966, 1968 e 1969.

## Seleção
Capitão da grande equipe Soviética da década de 1960, Shesternyov (com 90 partidas) é o terceiro jogador que mais atuou pela Seleção Soviética de Futebol, na história.

## Títulos
CSKA Moscou
- Campeonato Soviético de Futebol: 1970.